# Carl Nyrén
Carl Johan Albert Nyrén (né le 11 novembre 1917 à Jönköping – mort le 6 novembre 2011 à Stockholm) est un architecte suédois. Influencé à ses débuts par le modernisme de Gunnar Asplund, il s’est ensuite orienté vers une architecture structuraliste.

## Œuvres
- École d'économie de l’université de Göteborg, 1952
- Faculté d'éducation, université de Malmö, 1963 et 1973
- Laboratoire Arrhenius à l’université de Stockholm, 1973
- Église Gottsunda, Uppsala, 1980
- Bibliothèque d’Uppsala, 1986
- Extension du musée du comté de Jönköping, 1991
- Artisten, pour la musique et le théâtre, université de Göteborg, 1992
- Musée Vitlycke, Tanum, 1999